# (547893) 2010 WN75
(547893) 2010 WN75 est un transneptunien faisant partie des cubewanos, de magnitude absolue 5,7.
Son diamètre est estimé à 300 km, ce qui le qualifie comme un candidat au statut de planète naine.